# Louis-Joseph Hallez
Pour les articles homonymes, voir Hallez.
Louis-Joseph Hallez (Lille, 23 novembre 1804 - Tours, 19 janvier 1882), est un illustrateur d'ouvrages de piété, peintre, miniaturiste français.

## Ouvrages
- Imitation de Jésus-Christ, traduction R. P. de Gonnelieu, éditions Mame, 1869
- Paroissien Romain, éditions Mame 1869, 1873